# Ranunculus gentryanus
Ranunculus gentryanus är en ranunkelväxtart som beskrevs av L. Benson. Ranunculus gentryanus ingår i släktet ranunkler, och familjen ranunkelväxter. Inga underarter finns listade i Catalogue of Life.